# Чингачгук
Чингачгу́к (по-делаварски: Chingachgook /xiŋɡaxˈgoːk/ Хингахго́к, или xinkwi xkuk /xiŋɡwixˈkuːk/ «Хингуихку́к», Великий [Большой] Змей) — герой ряда литературных произведений Джеймса Купера, принадлежит к литературному типу «благородный дикарь».
Происходит из племени североамериканских индейцев могикан. Чингачгук — мудрый и храбрый воин. Он добр и справедлив, его уважают друзья и боятся враги.
Вот что сказано в книге «Последний из могикан» о происхождении его имени:

Конечно, имя Чингачгук, что значит „Великий Змей“, не означает, что он и в самом деле змея; нет, его имя говорит, что ему известны все извороты, все уголки человеческой природы, что он молчалив и умеет наносить своим недругам удары в такие мгновения, когда они совсем этого не ожидают.
Оригинальный текст (англ.)With an Indian ’tis a matter of conscience; what he calls himself, he generally is—not that Chingachgook, which signifies Big Sarpent, is really a snake, big or little; but that he understands the windings and turnings of human natur’, and is silent, and strikes his enemies when they least expect him.

В книге «Последний из могикан» умирает его единственный сын — Ункас, последний из могикан, последний вождь и последний представитель некогда могущественного, но ныне считающегося вымершим племени.

## Образ в кино
- «Зверобой» / The Deerslayer (США, 1913) — первый исполнитель роли Чингачгука — Валлас Рейд
- «Кожаный Чулок» (1920, Германия). В роли Чингачгука — Бела Лугоши.
- «Последний из могикан»[англ.] (1936, США). Режиссер Джордж Зейц, в роли Чингачгука — Роберт Баррат.
- «Следопыт» (США, 1953). В роли Чингачгука — Jay Silverheels.
- «Hawkeye and the Last of the Mohicans» (США, 1957). Реж. Курт Найман. В роли Чингачгука — Лон Чейни младший / Lon Chaney Jr.
- «Чингачгук — Большой Змей» (1967, ГДР, киностудия «ДЕФА», режиссёр Рихард Грошопп, в главной роли — Гойко Митич)[4];
- «Последний из могикан» (сериал Би-Би-Си, 1971). В роли Чингачгука — Джон Абинери / John Abineri.
- «Последний из могикан» (1977) и «Зверобой» (1978). В роли Чингачгука — Нед Ромеро
- «Зверобой» (1990, СССР, «Союзтелефильм», режиссёр Андрей Ростоцкий, в роли Чингачгука — Георгий Пицхелаури).
- «Последний из могикан» (1992, США). Режиссёр Майкл Манн, в роли Чингачгука — Рассел Минс.
- «Hawkeye» (1994). В роли Чингачгука — Родни Грант / Rodney A. Grant
- «Следопыт» (1996). В роли Чингачгука — Грэм Грин / Graham Greene